# Анаконда (фільм)
«Анаконда» (англ. Anaconda) — пригодницький фільм жахів режисера Луїса Льоса 1997 року. Було знято 3 продовження і кросовер.

## Сюжет
Команда дослідників вирушає на пошуки загубленого племені в джунглі Амазонки. Дорогою вони підбирають чоловіка, який використовує їх у своїх цілях — він хоче зловити гігантську змію. Команда втрачає людей одного за одним. Врешті вони вбивають пару анаконд, мисливець сам потрапляє в пащу змії, а троє вцілілих дослідників зустрічають плем'я, яке вони шукали.

## В ролях
- Дженніфер Лопес — Тері Флорес
- Ice Cube — Дені Річ
- Джон Войт — Пол Сарон
- Ерік Штольц — доктор Стівен Кел
- Джонатан Хайд — Воррен Вестрідж
- Оуен Вілсон — Гері Діксон
- Кері Вюрер — Деніс Келберг
- Вінсент Кастелланос — Матео
- Денні Трехо — браконьер
- Френк Велкер — голос анаконди

## Виробництво
Більшість річкових сцен зняті в Ріо-Негро, що недалеко від Манауса, Бразилія. Решту знімали в дендропарку Лос-Анджелеса. Джилліан Андерсон і Джуліанна Маргуліс відмовилися від головної ролі Террі Флорес.
Під час знімання однієї сцени елементи керування для аніматронічної анаконди замкнуло, внаслідок чого вона повністю втратила контроль. Деякі кадри були включені в фільм. Також епізоди з природою Амазонки знімати було важко, тому що кілька учасників акторського складу смертельно боялися змій.
Насправді в анаконди округлі зіниці, проте у фільмі монстр має похилі, щоб надати їй лякаючий і лиходійський вигляд. Трохи схожий на акулячий у фільмі Спілберга «Щелепи».

## Перезавантаження
У січні 2020 року компанія Sony Pictures оголосила про перезавантаження проєкту. Сценариста Евана Догерті найняли написати сценарій для фільму. Повідомлялося, що робота Догерті не буде римейком чи продовженням, а переосмисленням. Деталі зберігаються в таємниці, проте відомо, що студія сподівається застосувати стиль фантастичного бойовика Мег.